# Johan Scheepers
Johan Scheepers (né le 18 mai 1948 en Afrique du Sud) est un avocat et un homme politique sud-africain, membre de la chambre de l'assemblée du parlement pour la circonscription de Vryburg (1985-1993). Membre du Parti national, il est ministre-adjoint à l'ordre public (1990-1992), à l'aide au développement (1991-1992) et aux affaires foncières (1991-1993) dans le gouvernement de Klerk.

## Biographie
Après ses études de droit à l'université de Port Elizabeth et à l'Université d'Afrique du Sud, Johan Scheepers exerce la profession d'avocat, inscrit au barreau du Cap, de Windhoek et de Vryburg.
Président du conseil de circonscription du Parti national à Vryburg, il est élu conseil provincial en 1981 puis, le 1er novembre 1985 à l'occasion d'une élection partielle, député de Vryburg. Membre des groupes d'études parlementaires sur l'agriculture, la loi et l'ordre, le Développement constitutionnel et la Défense, il est vice-président du Comité permanent de la justice quand Frederik de Klerk le nomme vice-ministre à l'ordre et à la loi en novembre 1990. 
Il démissionne de toutes ses fonctions politiques et parlementaires en juillet 1993 pour reprendre sa profession d'avocat.

## Vie privée
Avec son épouse Louise Scheepers, il a 4 enfants. 